# Campeonato Europeu de Halterofilismo de 1993
O Campeonato Europeu de Halterofilismo de 1993 foi a 72ª edição do campeonato, sendo organizado pela Federação Europeia de Halterofilismo, em Sófia, na Bulgária, entre 20 a 25 de abril de 1993. Foram disputadas 10 categorias com a presença de 153 halterofilistas de 27 nacionalidades. Também ocorreu a 6ª edição do Campeonato Europeu de Halterofilismo feminino, sendo organizado pela Federação Europeia de Halterofilismo, em Valencia na Espanha. A edição feminina contou com nove categorias.

## Medalhistas

### Masculino
| Evento                     | Ouro                              | Ouro              | Prata                             | Prata             | Bronze                              | Bronze            |
| Mosca (até 54 kg)          | Mosca (até 54 kg)                 | Mosca (até 54 kg) | Mosca (até 54 kg)                 | Mosca (até 54 kg) | Mosca (até 54 kg)                   | Mosca (até 54 kg) |
| -------------------------- | --------------------------------- | ----------------- | --------------------------------- | ----------------- | ----------------------------------- | ----------------- |
| Arranque                   | Sevdalin Minchev · Bulgária       | 122,5 kg          | Traian Cihărean · Roménia         | 117,5kg           | Ivan Ivanov · Bulgária              | 115,0 kg          |
| Arremesso                  | Ivan Ivanov · Bulgária            | 157,5 kg          | Sevdalin Minchev · Bulgária       | 150,0 g           | Giovanni Scarantino · Itália        | 132,5 kg          |
| Total                      | Ivan Ivanov · Bulgária            | 272,5 kg          | Sevdalin Minchev · Bulgária       | 272,5 kg          | Nikolay Petukhov · Rússia           | 240,0 kg          |
| Galo (até 59 kg)           |                                   |                   |                                   |                   |                                     |                   |
| Arranque                   | Nikolay Peshalov · Bulgária       | 137,5 kg          | Hafız Süleymanoğlu · Turquia      | 130,0 kg          | Viktor Kharithonchik · Bielorrússia | 127,5 kg          |
| Arremesso                  | Albert Nassibullin · Ucrânia      | 160,0 kg          | Hafız Süleymanoğlu · Turquia      | 160,0 kg          | Aurel Sîrbu · Roménia               | 157,5 kg          |
| Total                      | Nikolay Peshalov · Bulgária       | 295,0 kg          | Hafız Süleymanoğlu · Turquia      | 290,0 kg          | Albert Nassibullin · Ucrânia        | 282,5 kg          |
| Pena (até 64kg)            |                                   |                   |                                   |                   |                                     |                   |
| Arranque                   | Attila Czanka · Hungria           | 145,0 kg          | Radostin Dimitrov · Bulgária      | 142,5 kg          | Eduard Darbinyan · Armênia          | 140,0 kg          |
| Arremesso                  | Valerios Leonidis · Grécia        | 175,0 kg          | Attila Czanka · Hungria           | 170,0 kg          | Eduard Darbinyan · Armênia          | 167,5 kg          |
| Total                      | Attila Czanka · Hungria           | 315,0 kg          | Valerios Leonidis · Grécia        | 312,5 kg          | Radostin Dimitrov · Bulgária        | 310,0 kg          |
| Leve (até 70 kg)           |                                   |                   |                                   |                   |                                     |                   |
| Arranque                   | Waldemar Kosiński · Polónia       | 155,0 kg          | Yoto Yotov · Bulgária             | 152,5 kg          | Ergun Batmaz · Turquia              | 150,0 kg          |
| Arremesso                  | Yoto Yotov · Bulgária             | 190,0 kg          | Andreas Behm · Alemanha           | 185,0 kg          | Ramzan Musayev · Rússia             | 185,0 kg          |
| Total                      | Yoto Yotov · Bulgária             | 342,5 kg          | Waldemar Kosiński · Polónia       | 335,0 kg          | Ramzan Musayev · Rússia             | 335,0 kg          |
| Médio (até 76 kg)          |                                   |                   |                                   |                   |                                     |                   |
| Arranque                   | Aslanbek Ediev · Rússia           | 167,5 kg          | Khachatur Kyapanaktsyan · Armênia | 165,0 kg          | Leonid Lobachev · Bielorrússia      | 162,5 kg          |
| Arremesso                  | Andrzej Kozłowski · Polónia       | 200,0 kg          | Khachatur Kyapanaktsyan · Armênia | 197,5 kg          | Ruslan Savchenko · Ucrânia          | 197,5 kg          |
| Total                      | Khachatur Kyapanaktsyan · Armênia | 362,5 kg          | Oleg Kechko · Bielorrússia        | 360,0 kg          | Andrzej Kozłowski · Polónia         | 360,0 kg          |
| Pesado-ligeiro (até 83 kg) |                                   |                   |                                   |                   |                                     |                   |
| Arranque                   | Oleksandr Blyshchyk · Ucrânia     | 175,0 kg          | Pyrros Dimas · Grécia             | 170,0 kg          | Plamen Bratoychev · Bulgária        | 170,0 kg          |
| Arremesso                  | Krzysztof Siemion · Polónia       | 207,5 kg          | Sunay Bulut · Turquia             | 207,5 kg          | Oleksandr Blyshchyk · Ucrânia       | 205,0 kg          |
| Total                      | Oleksandr Blyshchyk · Ucrânia     | 380,0 kg          | Krzysztof Siemion · Polónia       | 372,5 kg          | Pyrros Dimas · Grécia               | 370,0 kg          |
| Meio-pesado (até 91 kg)    |                                   |                   |                                   |                   |                                     |                   |
| Arranque                   | Kakhi Kakhiashvili · Geórgia      | 180,0 kg          | Ivan Chakarov · Bulgária          | 180,0 kg          | Igor Alekseyev · Rússia             | 175,0 kg          |
| Arremesso                  | Kakhi Kakhiashvili · Geórgia      | 222,5 kg          | Sergiusz Wołczaniecki · Polónia   | 220,0 kg          | Aleksander Karapetyan · Armênia     | 210,0 kg          |
| Total                      | Kakhi Kakhiashvili · Geórgia      | 402,5 kg          | Sergiusz Wołczaniecki · Polónia   | 390,0 kg          | Ivan Chakarov · Bulgária            | 390,0 kg          |
| Pesado I (até 99 kg)       |                                   |                   |                                   |                   |                                     |                   |
| Arranque                   | Vyacheslav Rubin · Rússia         | 185,0 kg          | Sławomir Zawada · Polónia         | 185,0 kg          | Volodimir Garbar · Ucrânia          | 180,0 kg          |
| Arremesso                  | Vyacheslav Rubin · Rússia         | 220,0 kg          | Sławomir Zawada · Polónia         | 220,0 kg          | Oleg Chiritso · Bielorrússia        | 217,5 kg          |
| Total                      | Vyacheslav Rubin · Rússia         | 405,0 kg          | Sławomir Zawada · Polónia         | 405,0 kg          | Oleg Chiritso · Bielorrússia        | 395,0 kg          |
| Pesado II (até 108 kg)     |                                   |                   |                                   |                   |                                     |                   |
| Arranque                   | Igor Katchurin · Rússia           | 197,5 kg          | Timur Taymazov · Ucrânia          | 195,0 kg          | Ronny Weller · Alemanha             | 185,0 kg          |
| Arremesso                  | Aleksandr Popov · Rússia          | 235,0 kg          | Ronny Weller · Alemanha           | 235,0 kg          | Timur Taymazov · Ucrânia            | 232,5 kg          |
| Total                      | Timur Taymazov · Ucrânia          | 427,5 kg          | Ronny Weller · Alemanha           | 420,0 kg          | Aleksandr Popov · Rússia            | 417,5 kg          |
| Superpesado (+ 108 kg)     |                                   |                   |                                   |                   |                                     |                   |
| Arranque                   | Aleksander Levandovski · Ucrânia  | 197,5 kg          | Artur Skripkin · Rússia           | 195,0 kg          | Constantin Udrea · Roménia          | 187,5 kg          |
| Arremesso                  | Andrei Chemerkin · Rússia         | 240,0 kg          | Manfred Nerlinger · Alemanha      | 240,0 kg          | Alexei Krusevich · Bielorrússia     | 232,5 kg          |
| Total                      | Manfred Nerlinger · Alemanha      | 427,5 kg          | Andrei Chemerkin · Rússia         | 425,0 kg          | Aleksander Levandovski · Ucrânia    | 422,5 kg          |

### Feminino
| Evento  | Ouro                           | Ouro     | Prata                             | Prata    | Bronze                         | Bronze   |
| ------- | ------------------------------ | -------- | --------------------------------- | -------- | ------------------------------ | -------- |
| 46 kg   | Csilla Földi · Hungria         | 150,0 kg | Blanca Fernández García · Espanha | 137,5 kg | Danila Manca · Itália          | 132,5 kg |
| 50 kg   | Anna Strumbu · Grécia          | 160,0 kg | Siika Stoeva · Bulgária           | 155,0 kg | María Dolores Sotoca · Espanha | 147,5 kg |
| 54 kg   | Zhaneta Gueorguieva · Bulgária | 177,5 kg | Konstantina Misirlí · Grécia      | 165,0 kg | Aurore Ernault · França        | 140,0 kg |
| 59 kg   | Guergana Kirilova · Bulgária   | 200,0 kg | Tímea Raj · Hungria               | 167,5 kg | Diana Greenidge · Reino Unido  | 165,0 kg |
| 64 kg   | María Jristoforidu · Grécia    | 192,5 kg | Erzsébet Márkus · Hungria         | 192,5 kg | Stefanie Utsch · Alemanha      | 187,5 kg |
| 70 kg   | Milena Trendafilova · Bulgária | 210,0 kg | Mária Takács · Hungria            | 207,5 kg | Daniela Kerkelova · Bulgária   | 205,0 kg |
| 76 kg   | Senka Asenova · Bulgária       | 220,0 kg | Panayota Antonopulu · Grécia      | 210,0 kg | Valkana Tosheva · Bulgária     | 195,0 kg |
| 83 kg   | Theodula Spanú · Grécia        | 202,5 kg | Karoliina Lundahl · Finlândia     | 195,0 kg | Mary Line · França             | 182,5 kg |
| + 83 kg | Myrtle Augee · Reino Unido     | 200,0 kg | Natalia Chiriayeva · Rússia       | 192,5 kg | Bernadette Nagy · Hungria      | 192,5 kg |

## Quadro de medalhas
Quadro de medalhas no total combinado
| Ordem | País         | Medalha de ouro | Medalha de prata | Medalha de bronze | Total |
| ----- | ------------ | --------------- | ---------------- | ----------------- | ----- |
| 1     | Bulgária     | 7               | 2                | 4                 | 13    |
| 2     | Grécia       | 3               | 3                | 1                 | 7     |
| 3     | Hungria      | 2               | 3                | 1                 | 6     |
| 4     | Ucrânia      | 2               | 0                | 2                 | 4     |
| 5     | Rússia       | 1               | 3                | 2                 | 6     |
| 6     | Alemanha     | 1               | 1                | 1                 | 3     |
| 7     | Reino Unido  | 1               | 0                | 1                 | 2     |
| 8     | Armênia      | 1               | 0                | 0                 | 1     |
| 9     | Geórgia      | 0               | 4                | 1                 | 5     |
| 10    | Polónia      | 0               | 1                | 1                 | 2     |
| 11    | Bielorrússia | 0               | 1                | 1                 | 2     |
| 11    | Espanha      | 0               | 1                | 1                 | 2     |
| 13    | Finlândia    | 0               | 1                | 0                 | 1     |
| 13    | Turquia      | 0               | 1                | 0                 | 1     |
| 15    | França       | 0               | 0                | 2                 | 2     |
| 16    | Itália       | 0               | 0                | 1                 | 1     |
| Total | Total        | 19              | 19               | 19                | 57    |